# 塔什干宣言
塔什干宣言是印度和巴基斯坦雙方在1966年1月10日簽訂以結束第二次印巴戰爭的和平條約。1965年9月23日，一些外部勢力擔心雙方衝突升級並吸引其他國家參與，而介入並令兩國停火。
第二次印巴戰爭是1965年4月至1965年9月間印度與巴基斯坦兩國之間的小規模戰爭。為期五個月的戰爭造成雙方數千人傷亡。 戰爭控制了查謨-克什米爾邦的資源和人口，這是1947年兩國分治以來的痛處。

## 過程
1965年9月23日，蘇聯及其它外部勢力擔心印度和巴基斯坦雙方之間衝突升級，並帶動其他國家參與引發更大戰爭。因而在1966年1月10日，在蘇聯烏茲別克蘇維埃社會主義共和國（現烏茲別克斯坦）塔什干舉行了一場會晤。會晤由印度總理拉爾·巴哈杜爾·夏斯特里和巴基斯坦總統阿尤布·汗參與，並由蘇聯總理阿列克謝·尼古拉耶維奇·柯西金在主持。
在聯合國，美國和蘇聯的迫壓下，該場會晤迫使印度和巴基斯坦必須遵守其先前的條約義務（卡拉奇協議），並接受現狀，放棄相互所俘虜的地區，並回至1949年克什米爾的停火線。

## 聲明
該場會晤被外界認為是一次巨大的成功，發布的宣言希望成為持久並和平的框架。聲明指出，印巴雙武裝將在1966年2月25日前撤回其衝突其軍隊 ，各國均不會干涉彼此的內政，經濟和外交關係將得到恢復，戰俘將有序地轉移，兩位領導人將致力於改善雙邊關係。

## 事後
在印度，該協議受到批評，因為協議中沒有包含任何非戰爭協議或放棄在喀什米爾的游擊戰的條款。印度總理拉爾·巴哈杜爾·夏斯特里在簽署協議後在塔什干莫名去世，這引起了長期的陰謀論，聲稱他被毒害。 然而，印度政府拒絕解密他的死亡報告，稱這可能會損害外交關係，並且違反了議會特權。這些因素加劇了印度國內對於協議的不信任。
1966年3月1日和2日，根據「塔什干宣言」，部長級會晤舉行。儘管外交仍在繼續，但由於查謨-克什米爾邦問題存在不同意見，會晤最終沒有取得任何成果。在1965年的戰爭期間，巴基斯坦民眾對於自己的勝利感到樂觀，因此塔什干宣言的消息對他們來說是一個震驚的打擊。阿尤布·汗拒絕接受相關評論並進入隱居狀態，而不是宣佈簽署協議，這加劇了巴基斯坦人民的不滿情緒，各地爆發了示威和騷亂。
為了消除人民的憤怒和疑慮，阿尤布·汗於1966年1月14日向全國人民發表講話。然而，講話內容與塔什干宣言的內容不同，這最終導致了佐勒菲卡爾·阿里·布托的撤職，並促成了他自己的政黨巴基斯坦人民黨的成立。儘管阿尤布·汗在講話中滿足了民眾的疑慮，但是塔什干宣言極大地破壞了他的形象，成為他垮台的因素之一。

## 外部鏈結
- 塔什干宣言全文 （页面存档备份，存于）, UN Peacemaker
- 印度所有的和平協議 （页面存档备份，存于）, UN Peacemaker
- 巴基斯坦所有的和平協議 （页面存档备份，存于）, UN Peacemaker